# إيفلينا بيريرا
إيفلينا بيريرا (بالبرتغالية: Evelina Pereira) هي عارضة وممثلة برتغالية، ولدت في 11 مايو 1980 في بورتو في البرتغال.

## وصلات خارجية
- إيفلينا بيريرا على موقع IMDb (الإنجليزية)
- إيفلينا بيريرا على موقع قاعدة بيانات الفيلم (الإنجليزية)